# لوسي روبنسون

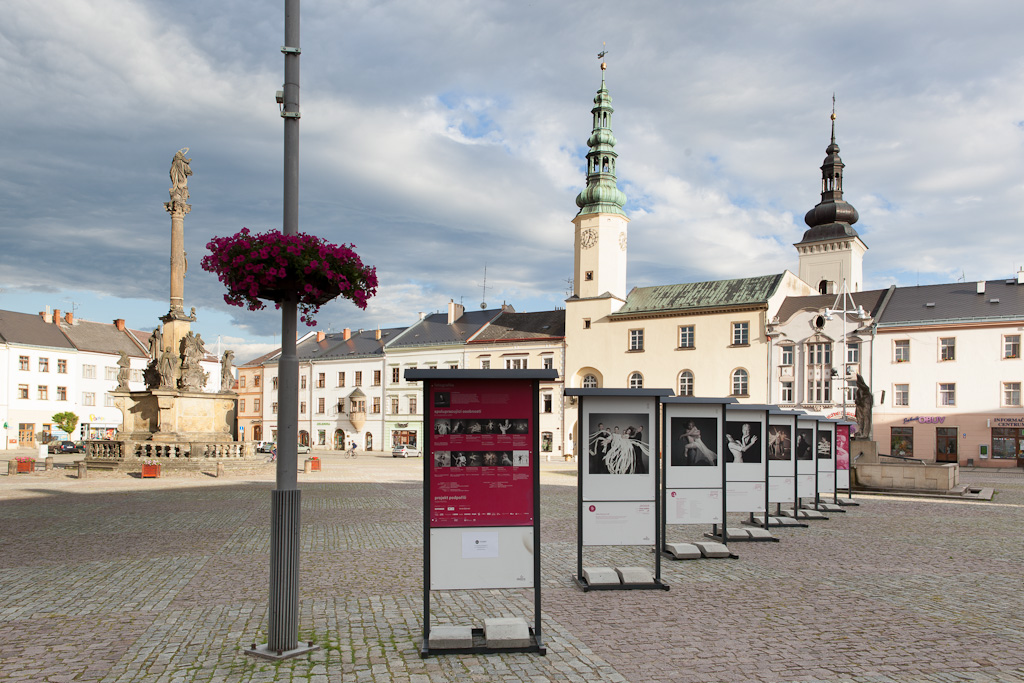
معرض لوسي روبنسون في ساحة مورافسكا تريبوفا

لوسي روبنسون (بالتشيكية: Lucie Robinson) هي مصورة مورضة ومصورة تشيكية، ولدت في 7 مايو 1978 في يابلونتس ناد نيسو في التشيك.

## وصلات خارجية
- الموقع الرسمي